# Брачано
 Тази статия е за града в Централна Италия.  За едноименното езеро вижте Брачано (езеро).  
Брача̀но (на италиански: Bracciano) е град и община в Централна Италия, провинция Рим, регион Лацио. Разположен е на 280 m надморска височина, на югозападния бряг на едноименното езеро. Населението на общината е 19 290 души (към 2012 г.).

## Известни личности
Родени в Брачано
- Паоло Джордано I Орсини (1541 – 1580), херцог

Починали в Брачано
- Джан Карло Рошони (1927 – 2012), филолог